# IFA 2000
Pour les articles homonymes, voir IFA.

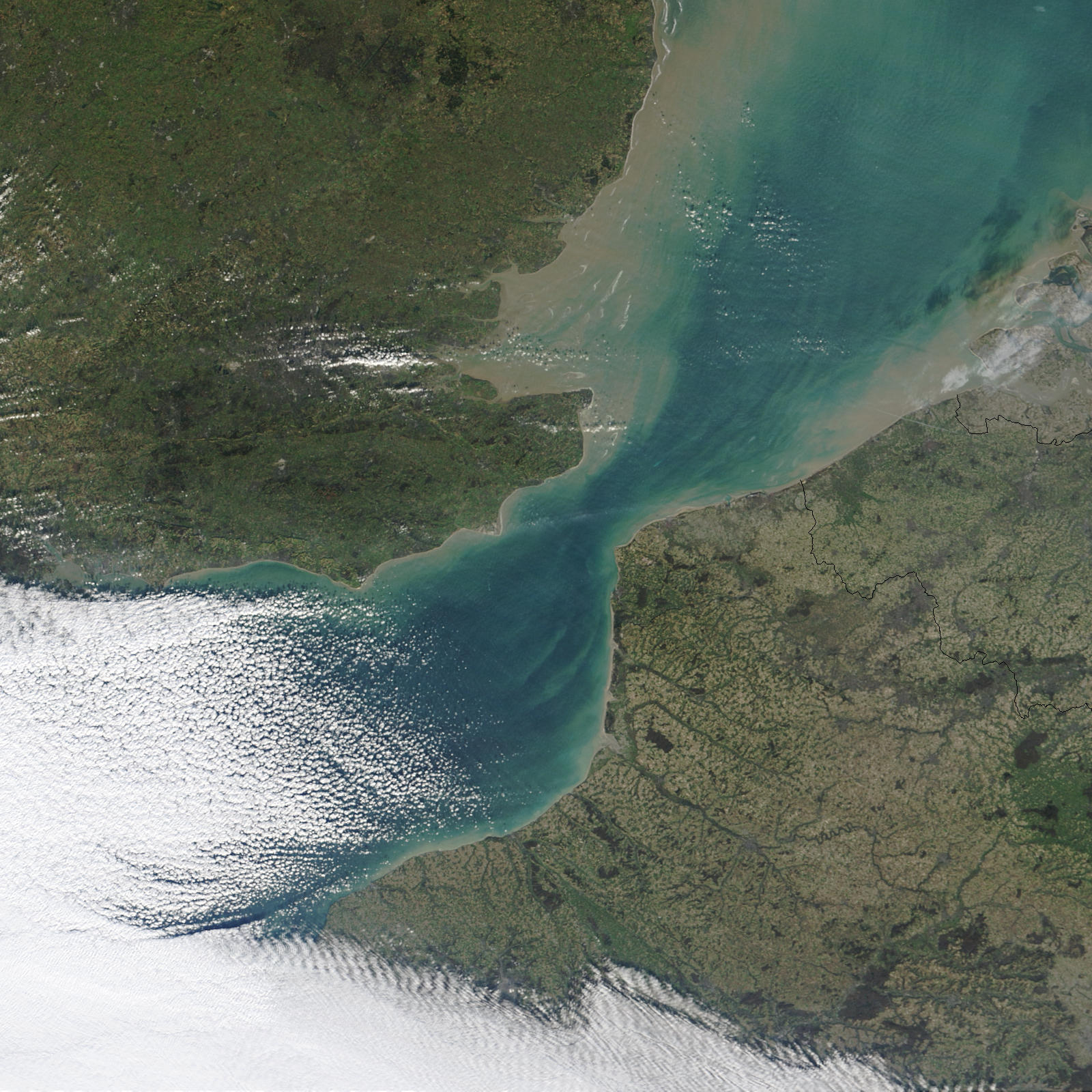
IFA 2000 traverse le pas de Calais

IFA 2000 (Interconnexion France Angleterre ou HVDC Cross-channel en anglais) est une installation de transport d'électricité en courant continu à très haute tension (THT-CC ou HVDC) reliant les réseaux électriques de la France et du Royaume-Uni sous la Manche. Le poste électrique français, dit des Mandarins, se trouve à Bonningues-les-Calais, celui anglais à Sellindge. Il s'agit donc d'une interconnexion électrique.
La première liaison HVDC a été construite en 1961 et est une des toutes premières au monde. La largeur du détroit à franchir à l'aide de câbles rend  complexe l'emploi de courant alternatif pour la transmission, une ligne en courant continu a donc été choisie. Elle avait une puissance de 160 MW et une tension de ±100 kV et une longueur de 96 km. Elle rencontrait cependant des problèmes de disponibilité dus aux accrochages avec les filets des chaluts.
En 1981, une nouvelle liaison est planifiée pour remplacer la première. Elle a une puissance de 2 000 MW, d'où le nom de IFA 2000, une tension de ±270 kV. Elle est mise en service entre 1985 et 1986. En pratique, elle permet à la France d'exporter de l'énergie vers l'Angleterre et réciproquement.

## Historique

### Première installation
En 1961, une première interconnexion électrique est construite entre les deux pays pour profiter du décalage entre les périodes de consommation de pointe de part et d'autre de la Manche. La largeur du détroit et le fait que les deux pays aient la même fréquence de réseau, 50 Hz, permettent d'envisager une liaison en courant alternatif. Des plans avec un câble à une tension de 225 kV sont ainsi étudiés. Cependant, on a préféré une liaison à courant continu d'une part car la fréquence des deux pays n'a pas la même plage de réglage : 49,95 à 50,05 Hz en France et 49,8 à 50,2 au Royaume-Uni, ce dernier pays ne disposant pas non plus à l'époque d'une régulation automatique fréquence-charge ; d'autre part pour mieux maîtriser les échanges de puissance.
La liaison est mise en service en 1961 entre les postes de conversion de Lydd, dans le comté de Kent  (Royaume-Uni) et d'Echinghen, près de Boulogne (France). Le système, construit par ASEA, était équipé de redresseurs à vapeur de mercure à quatre anodes. Pour minimiser les perturbations des compas magnétiques des navires naviguant à proximité et malgré le surcoût, une liaison bipolaire (à deux câbles) a été choisie de préférence à une liaison monopolaire (un câble et retour du courant par la mer). Le câble avait une longueur de 64 km et était utilisé sous une tension bipolaire de ±100 kV et avec un courant maximum de 800 ampères. La puissance maximum transportable était donc de 160 MW, et la liaison fut baptisée IFA 160.
Les transformateurs triphasés installés au poste de Lydd ont une puissance de 95 MVA. Leur tension nominale côté courant alternatif est de 284 kV avec un régleur en charge ayant une plage de ±15 %. Au poste d'Echinghen, leur puissance est de 97,6 MVA. Leur tension nominale côté courant alternatif est de 232 kV avec un régleur en charge ayant également une plage de ±15 %. 
Les valves à diodes à vapeur de mercure d'Echinghen sont remplacées en 1974 par des valves à thyristor sur le pont numéro 1 : Yy. Chaque valve est alors réalisée grâce à 12 modules de 10 niveaux, chaque niveau ayant deux thyristors en parallèle, soit 240 thyristors par valve.
C'était la troisième installation de ce type et la seconde commerciale, après le projet Elbe et HVDC Gotland. Elle a été interrompue en 1984. Le bilan des 20 années d'exploitation d'IFA 160 montre une disponibilité moyenne inférieure à 50 % du fait des multiples accrochages des câbles par les chaluts, et aussi de problèmes avec les transformateurs.
| Poste                             | Lydd et Echinghen                  |
| Mise en service                   | 8 décembre 1961                    |
| Fabricant                         | ASEA                               |
| Tension nominale                  | ±100 kV                            |
| Puissance nominale                | 160 MW                             |
| Puissance en surcharge            | 192 MW pour 30 minutes             |
| Courant nominal                   | 800 A                              |
| Type de valve                     | Diode à vapeur de mercure          |
| Refroidissement des valves        | refroidies à air                   |
| Nombre d'anodes des valves        | 4                                  |
| Inductance des bobines de lissage | 0,95 H                             |
| Position des bobines de lissage   | côté neutre, commun aux deux pôles |
| Nombre de transformateurs         | 2 par postes                       |

### Deuxième installation
Cette première installation ne pouvant plus répondre à l'accroissement des besoins de puissance, un accord est trouvé entre les deux pays en 1981 pour la construction d'une nouvelle liaison plus puissante. elle a été remplacée en 1985 - 1986 par une nouvelle liaison HVDC, IFA 2000 d'une capacité de  2 000 MW entre la France et le Royaume-Uni.

### Données techniques
| Poste                             | Sellindge et les mandarins                            |
| Mise en service                   | Entre mars 1985 et octobre 1986                       |
| Fabricant                         | GEC et CGEE-Alsthom                                   |
| Tension nominale                  | ±270 kV                                               |
| Puissance nominale                | 2 000 MW                                              |
| Courant nominal                   | 1851.85 A                                             |
| Type de valve                     | thyristors                                            |
| Refroidissement des valves        | refroidies à air                                      |
| Nombre de thyristors par valve    | 125                                                   |
| Inductance des bobines de lissage | 0,35 H                                                |
| Position des bobines de lissage   | côté haute tension                                    |
| Nombre de transformateurs         | 4 par postes côté anglais, 6 par postes côté français |

Les deux nouvelles stations de conversion à thyristors sont implantées, l'une à Sellindge au Royaume-Uni, l'autre au poste des Mandarins, situé à Bonningues-lès-Calais en France. Le poste anglais est construit par GEC, celui français par CGEE Alsthom. L'installation est composée de deux bipôles de 1 000 MW chacun, montés en parallèle. La mise en service a eu lieu par étape : 500 MW en mars 1985, puis 1 000 en septembre 1986, enfin 2 000 le mois suivant. 
En Angleterre, les valves à thyristors sont arrangées en quadrivalves. Chaque valve contient 125 modules, contenant chacun 2 thyristors en parallèle. En France, les valves sont installées en tours. Chaque valve contient 12 modules de 8 niveaux de thyristors, chaque niveau ayant 2 thyristors en parallèle.
Sur l'installation de 1985, côté anglais, les transformateurs sont à nouveau triphasés. Ils ont une puissance de 315 MVA, leur tension nominale côté courant alternatif est de 400 kV, leur plage est de +23 %/-9 %. Côté français, des transformateurs monophasés de puissance 206 MVA avec une tension nominale côté courant alternatif de 400 kV et une plage de ±10 % sont installés.

#### Ligne

Liaisons sous-marines électriques HVDC en Europe (à l'exception des lignes de faible puissance). Légende :,,.

Cette liaison HVDC est longue de 73 km. La partie sous-marine, longue de 46 km, comporte quatre paires de câbles à ±270 kV posées entre Folkestone (Royaume-Uni) et Sangatte (France), chaque paire étant séparée de ses voisines par un kilomètre environ. Ils sont de type au papier imprégné sous pression interne d'huile fluide. Leur section de conducteur de cuivre est de 900 mm2,. La partie terrestre comporte quatre paires de câbles de 18,5 km de longueur en Angleterre, et 6,35 km en France. En Angleterre, les câbles des deux bipôles sont également séparés et n'ont pas été fabriqués par le même constructeur. Ils ont une section de cuivre de 800 mm2. En France, la section du conducteur de cuivre est de 900 mm2. Les câbles sous-marins ont été enfouis au fond de la mer par ensouillage à une profondeur moyenne de 1,5 m, pour éviter qu'ils soient accrochés par les chaluts des bateaux comme ce fut régulièrement le cas pour la première installation,.

#### Filtres
À Sellindge, Les filtres ont une puissance réactive totale de 1 040 MVar répartie en huit filtres. Aux mandarins, ils ont une puissance de 1 280 MVar également répartie en huit filtres.

## Description de l'installation actuelle

### Rénovation
En décembre 2006, la décision a été prise de rénover la liaison afin de pallier son vieillissement. Les travaux ont eu lieu en deux phases : en 2011 et 2012.

### Gestion
Jusqu'en 2001, cette liaison a été exploitée exclusivement par EDF. À la suite de l'ouverture du marché de l'électricité à la concurrence,  elle est exploitée, depuis le 1er avril 2001, conjointement par la société française RTE, et par National Grid Ventures filiale de National Grid.

### Décoration
Dans chacune des stations de conversion sont installées des sculptures en granit rose de Pierre Szekely, qui a réalisé Coopération en 1985 pour la station française et Lumen en 1995, pour le dixième anniversaire de l'interconnexion, pour la station anglaise.

## Conséquences
La liaison a fonctionné régulièrement à sa pleine capacité de 2 000 MW. Sa disponibilité, prévue à l'origine pour être de 95 %, a atteint les années précédant 2006 les 98 %.
Entre 1986 et 2006, cette liaison a permis l'échange de 276 TWh, dont 97,5 % dans le sens France vers le Royaume-Uni, soit l'équivalent de l'alimentation de 3 millions de foyers britanniques, représentant 5 % de l'électricité disponible au Royaume-Uni. Elle permet donc de vendre l'énergie produite à la centrale nucléaire de Gravelines avoisinante.

## Rénovation en 2012
Malgré les bonnes performances obtenues sur le début de l'exploitation, le vieillissement des composants a fini par augmenter le nombre d'incidents jusqu'à une trentaine par an. Un chantier de rénovation de 50 millions d’euros a donc été lancé. La liaison était maintenue en service à 50 % de sa capacité pendant le chantier, qui a été réalisé en 2 phases, l'une sur 2011, l'autre sur 2012, les deux étant programmées en dehors des mois d'hiver où l'utilisation est plus intense. Cette nouvelle installation a été mise en service juste avant les jeux olympiques de Londres de 2012. Les nouveaux thyristors, posés au sol, sont plus performants, leur nombre a diminué de 9 216 à 1 968. Le système de refroidissement a également été modernisé.

## Rénovation en 2016
Lors de ces travaux, au lieu-dit Belle-vue sur la crête bordant l'ancienne voie romaine reliant Peuplingues à Sangatte, ont été mises au jour des centaines de tombes datant du IXe au XVe siècle, et qui entouraient une ancienne église, Saint-Martin de Sclives.

## Autres interconnexions
Le développement des énergies renouvelables intermittentes et diffuses conduit au renforcement des interconnexions européennes.
Plusieurs projets existent pour accroître la capacité de transport entre la France et les îles Britanniques. Il existe déjà :
- IFA-2, nouvelle liaison de 1 000 MW qui relie la Basse-Normandie et l'Angleterre à hauteur de l'île de Wight et mise en service en janvier 2021. Elle a une puissance de 1 000 MW, une longueur de 200 km. Son objectif est d'éviter la congestion des réseaux électriques 400 kV du Nord-pas-de-Calais et du Kent ;
- Eleclink, projet piloté par une filiale d'Eurotunnel qui utilise la galerie du tunnel sous la Manche. Sa puissance est de 1 000 MW, la liaison a été mise en service en mai 2022[16] ;

Des projets futurs existent également :
- FAB Link, un projet d'interconnexion qui passerait également par des parcs éoliens dans la Manche, comme au large d'Aurigny. Sa puissance serait de 1 400 MW ;
- Celtic Interconnector, un projet d'interconnexion entre la France et l'Irlande est planifié pour une mise en service prévue en 2026[17].

## Coordonnées des postes
- Poste des Mandarins : 50° 54′ 11″ N, 1° 47′ 05″ E
- Poste de Sellindge : 51° 06′ 21″ N, 0° 58′ 32″ E
- Poste d'Echingen (mis hors service) : 50° 41′ 48″ N, 1° 38′ 21″ E
- Poste de Lydd  (mis hors service) : 50° 54′ 54″ N, 0° 56′ 50″ E